# Kōichi Makigami
Koichi Makigami (japanisch 巻上 公一, Magikami Koichi) (* 25. Januar 1956 in Atami, Shizuoka) ist ein japanischer Improvisationsmusiker (Piccolotrompete, Theremin, Gesang), Dichter und Schauspieler.

## Wirken
1973 wurde Makigami Mitglied bei den Tokyo Kid Brothers. Ab 1974 gehörte er zu verschiedenen avantgardistischen Theatergruppen, mit denen er auch in London auftrat. Mit seiner eigenen Theatergruppe, die er „Ulysses“ nannte, begann er ab 1975 mit Bühnenproduktionen, bei denen er teilweise Regie führte, und sich bereits im New York der 1970er einen Namen im Off-Theater machen konnte.
Makigami arbeitet seit den späten 1970er Jahren mit seiner experimentellen Rockband Hikashu, die „exzentrische kollektive Improvisationen, japanische Theatertraditionen oder Elemente aus japanischen Filmen und Popsongs, Prog-Rock-Referenzen und wilde, virtuose Stimmakrobatik miteinander“ verbindet. 1979 veröffentlichte er mit ihnen ihr Debütalbum 20 Seiki No Owari Ni, dem vier weitere Alben der Gruppe beim japanischen Label Toshiba erschienen. Zahlreiche weitere Alben folgten.
Weiterhin war er aber für das Theater tätig. 1987 spielte Makigami spielte in einer Produktion von Daitenrei oder Le Grand Ceremonial mit, die Fernando Arrabal inszenierte. Im selben Jahr trat er in der Kammeroper Kafka des Komponisten Takahashi Yuji auf. Im selben Jahr gründete er mit Nicholas Dickson vom Royal Ballet die Ballettgruppe Tutuland Academy. Ende der 1980er Jahre begann Makigami Aktivitäten mit Musikern der internationalen Avantgarde-Szene, darunter ein Auftritt mit dem Live-Computerkünstler Carl Stone in Los Angeles. Er wurde der Leadsänger von Umezu Kazutokis Klezmer-Band Betzuni Nanmo Klezmer.
1993 trat Makigami mit Derek Bailey, Motoharu Yoshizawa, Shonosuki Okura, Sachiko Nagata, Kenichi Takeda, Wataru Okuma, Kazue Sawai, Yukihiro Isso und Keizo Inoue auf (Videokassette Company in Japan); weiterhin arbeitete er mit John Zorn, Ikue Mori, Marc Ribot, Samm Bennett, Fred Frith, Otomo Yoshihide, Senba Kiyohiko und Yokota Yoshimi. Auf dem Taktlos Festival in Zürich trat er 1996 in einer Soloperformance auf. 1997 trat er in zwei Stücken von Yūji Takahashi auf. Im darauffolgenden Jahr schrieb und inszenierte er die Theater-Produktion Xomyc. Ende der 1990er Jahre ging er auf Tourneen mit dem Cellisten Erik Friedlander, dem Akkordeonisten Ted Reichman und dem Trompeter Frank London. Im Jahr 2000 präsentierte er eine Konzertreihe in Neuseeland.
Makigami veröffentlichte außerdem zwei Gedichtbände. Seine Konzerte sind häufig rasante Kunstperformances, in denen die Inszenierung des Visuellen ebenso von Bedeutung ist wie das Erklingen des Akustischen, wobei alles in Echtzeit improvisiert wird. Weiterhin arbeitete er mit Hikashu. Mit der Band trat er 2006 für eine Woche in New York auf. 2016 führte er mit der Band, Inoue Makoto und Charan-Po-Rantan Godzilla Legend mit Filmmusik von Ifukube Akira in New York auf. Weitere Alben entstanden. Anlässlich ihres 40-jährigen Jubiläums veröffentlichte er mit Hikashu 2019 Hikashu Best Songs in the 20th Century und Hikashu Best Songs in the 21st Century. Bei der 8. Ausgabe der Echigo-Tsumari Art Triennale (2022) präsentierte er mit Hikashu eine Bühnenperformance mit dem Titel „Singing ‚Kabakov’s Dream‘“, inspiriert von den Werken von Ilja und Emilia Kabakow, was zur Veröffentlichung des Albums Kumo o Ayatsuru (2023) führte.

## Preise und Auszeichnungen
Makigami erhielt 2019 den Makoto Ooka Award für die Gedichtsammlung „Suprematism (The Supreme Delutions)“ und wurde mit dem Grants to Artists Award 2024 der Foundation for Contemporary Arts in New York ausgezeichnet.

## Diskographische Hinweise
- Hikashi: 20 Seiki No Owari Ni (Toshiba 1989)
- Electric Eel (Tzadik 1998)
- Jaap Blonk & Koichi Makigami & Paul Dutton & Phil Minton & David Moss: Five Men Singing (Victo 2004)
- David Watson with Shelley Hirsch and Makigami Koichi: Throats (Ecstatic Peace! 2007)
- Hikashu: Bankan (Makigami Records 2014)[2]
- Kaze & Koichi Makigami: Shishiodoshi (Circum-Libra Records 2025)